# Clarques
Clarques  (flämisch: Klarke) ist eine Ortschaft und eine Commune déléguée in der französischen Gemeinde Saint-Augustin mit 309 Einwohnern (Stand: 1. Januar 2018). 
Mit Wirkung vom 1. Januar 2016 wurde sie mit der ehemaligen Gemeinde Rebecques zur Commune nouvelle Saint-Augustin zusammengelegt. Die Gemeinde Clarques gehörte zum Arrondissement Saint-Omer und zum Kanton Fruges.

## Geographie
Clarques liegt etwa elf Kilometer südlich von Saint-Omer und etwa 28 Kilometer nordwestlich von Béthune. 
Am Ort führt die Autoroute A26 entlang.

## Bevölkerungsentwicklung
| Jahr                       | 1962 | 1968 | 1975 | 1982 | 1990 | 1999 | 2006 | 2012 |
| Einwohner                  | 274  | 254  | 238  | 206  | 231  | 233  | 252  | 300  |
| Quellen: Cassini und INSEE |      |      |      |      |      |      |      |      |

## Sehenswürdigkeiten
- Kirche Saint-Martin
- Ruinen zweier früherer Klöster
- Schloss Clarques aus dem 18. Jahrhundert
- Wassermühle

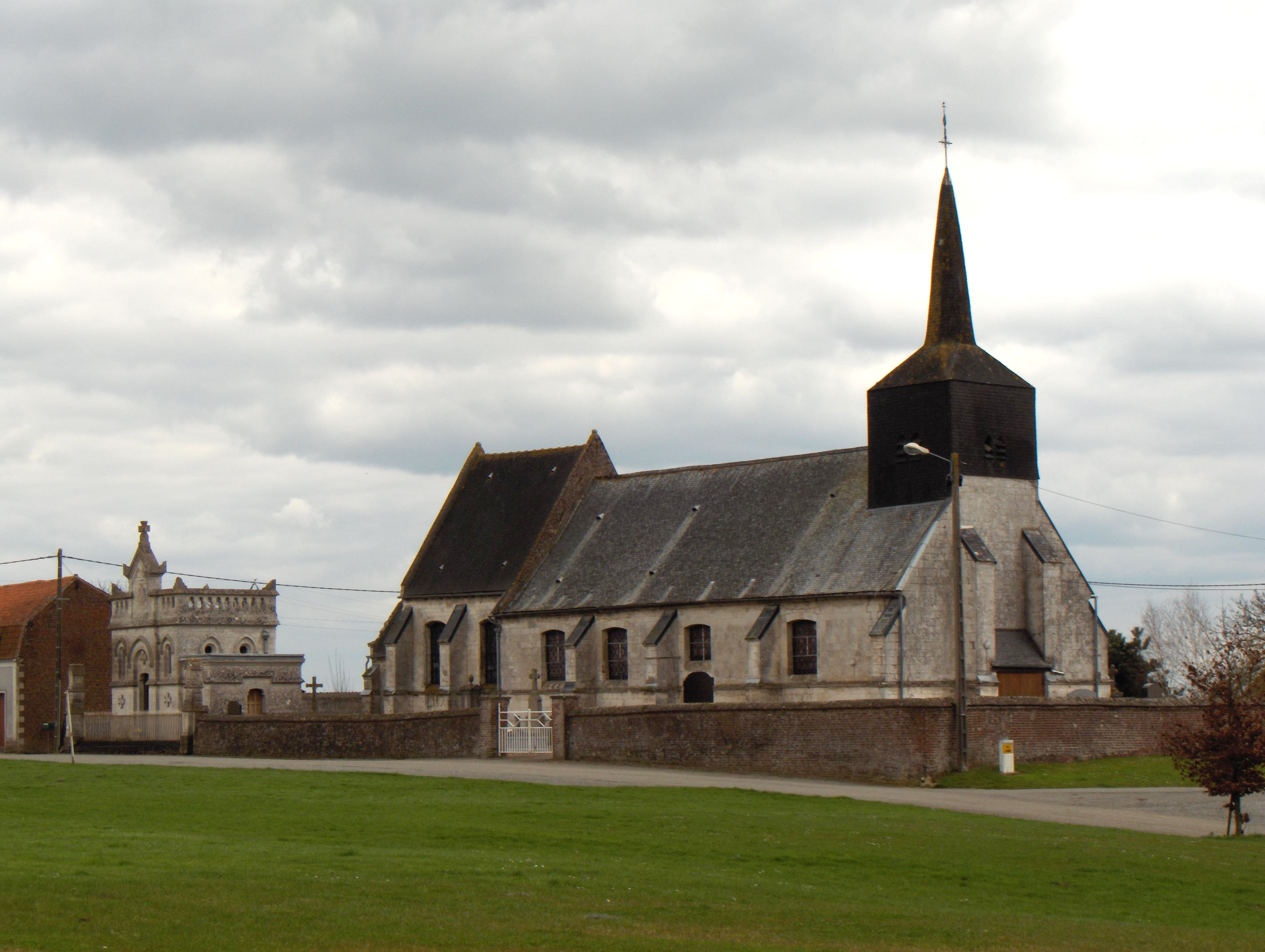
Kirche Saint-Martin
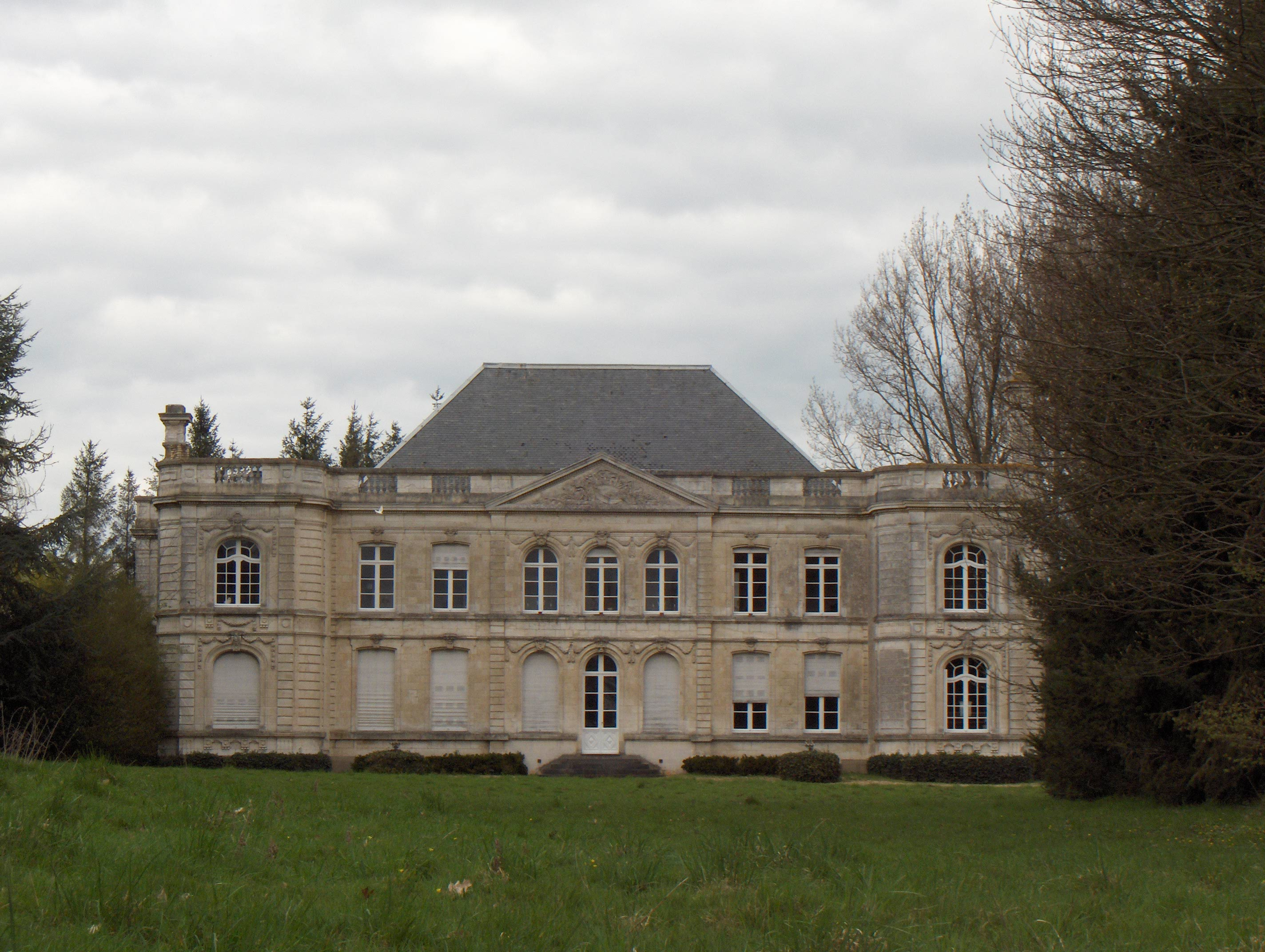
Schloss Clarques